# Mallota rubicunda
Mallota rubicunda är en tvåvingeart som beskrevs av Charles Howard Curran 1940. Mallota rubicunda ingår i släktet hålblomflugor, och familjen blomflugor.
Artens utbredningsområde är Ecuador. Inga underarter finns listade i Catalogue of Life.